# Хаск, Уильям Генри
Уильям Генри Хаск (англ. William Henry Husk; 4 ноября 1814, Лондон — 12 августа 1887) — британский музыкальный библиограф.
В 1833—1886 гг. работал клерком в юридической фирме. Учился музыке у своего крёстного отца, певца Джона Бернарда Сейла. С 1834 года пел в любительском хоре, с 1853 г. исполнял в нём обязанности библиотекаря. В 1862 году опубликовал со своим предисловием каталог этой библиотеки, в 1872 году выпустил значительно дополненное издание; сама библиотека в итоге перешла в собственность Королевского колледжа музыки.
Два основных труда Хаска — собрание материалов, посвящённых празднованию в Лондоне в XVI—XVIII вв. Дня Святой Цецилии, покровительницы церковной музыки (англ. Account of the Musical Celebrations on St. Cecilia's Day...; 1857) и сборник английских рождественских песнопений (англ. Songs of the Nativity; being Christmas Carols, Ancient and Modern...; 1868, репринт 1973). Написал ряд статей для Музыкального словаря Гроува.